# Nuraghe Conzattu
Il nuraghe Conzattu  è ubicato in località S'Aspru in territorio di Siligo.

## Descrizione
Si tratta di un nuraghe complesso con torre centrale con bastione che doveva includere un'altra torre. La torre centrale a pianta circolare (dia. m. 9 circa) presenta una nicchia, una scala d'angolo e una camera ampliata da due nicchie: l'ingresso principale è orientato a SE.
Secondo Mario Sequi quella di Conzattu è una fra le torri megalitiche più grandi della Sardegna.